# Джексон Тауншип (округ Лайкомінг, Пенсільванія)
Джексон Тауншип (англ. Jackson Township) — селище (англ. township) в США, в окрузі Лайкомінг штату Пенсільванія. Населення — 396 осіб (2010).

## Демографія
Згідно з переписом 2010 року, у селищі мешкало 396 осіб у 156 домогосподарствах у складі 118 родин. Було 205 помешкань
Расовий склад населення:
| - 99,5 % — білих |

До двох чи більше рас належало 0,5 %. Частка іспаномовних становила 0,3 % від усіх жителів.
За віковим діапазоном населення розподілялося таким чином: 20,2 % — особи молодші 18 років, 63,4 % — особи у віці 18—64 років, 16,4 % — особи у віці 65 років та старші. Медіана віку мешканця становила 46,7 року. На 100 осіб жіночої статі у селищі припадало 105,2 чоловіків;  на 100 жінок у віці від 18 років та старших — 102,6 чоловіків також старших 18 років.
Середній дохід на одне домашнє господарство  становив 55 659 доларів США (медіана — 43 036), а середній дохід на одну сім'ю — 61 936 доларів (медіана — 53 125). За межею бідності перебувало 16,4 % осіб, у тому числі 30,7 % дітей у віці до 18 років та 8,6 % осіб у віці 65 років та старших.
Цивільне працевлаштоване населення становило 195 осіб. Основні галузі зайнятості: освіта, охорона здоров'я та соціальна допомога — 20,5 %, роздрібна торгівля — 10,8 %, будівництво — 10,3 %.